# Austell
Austell je město v Cobb County, v Georgii, ve Spojených státech amerických. V roce 2011 žilo ve městě 6597 obyvatel.

## Demografie
Podle sčítání obyvatel v roce 2000 žilo ve městě 5359 obyvatel, 2009 domácností, a 1386 rodin. V roce 2011 žilo ve městě 3138 mužů (47,6%), a 3459 žen (52,4%). Průměrný věk obyvatele je 34 let.